# Erica Ellyson

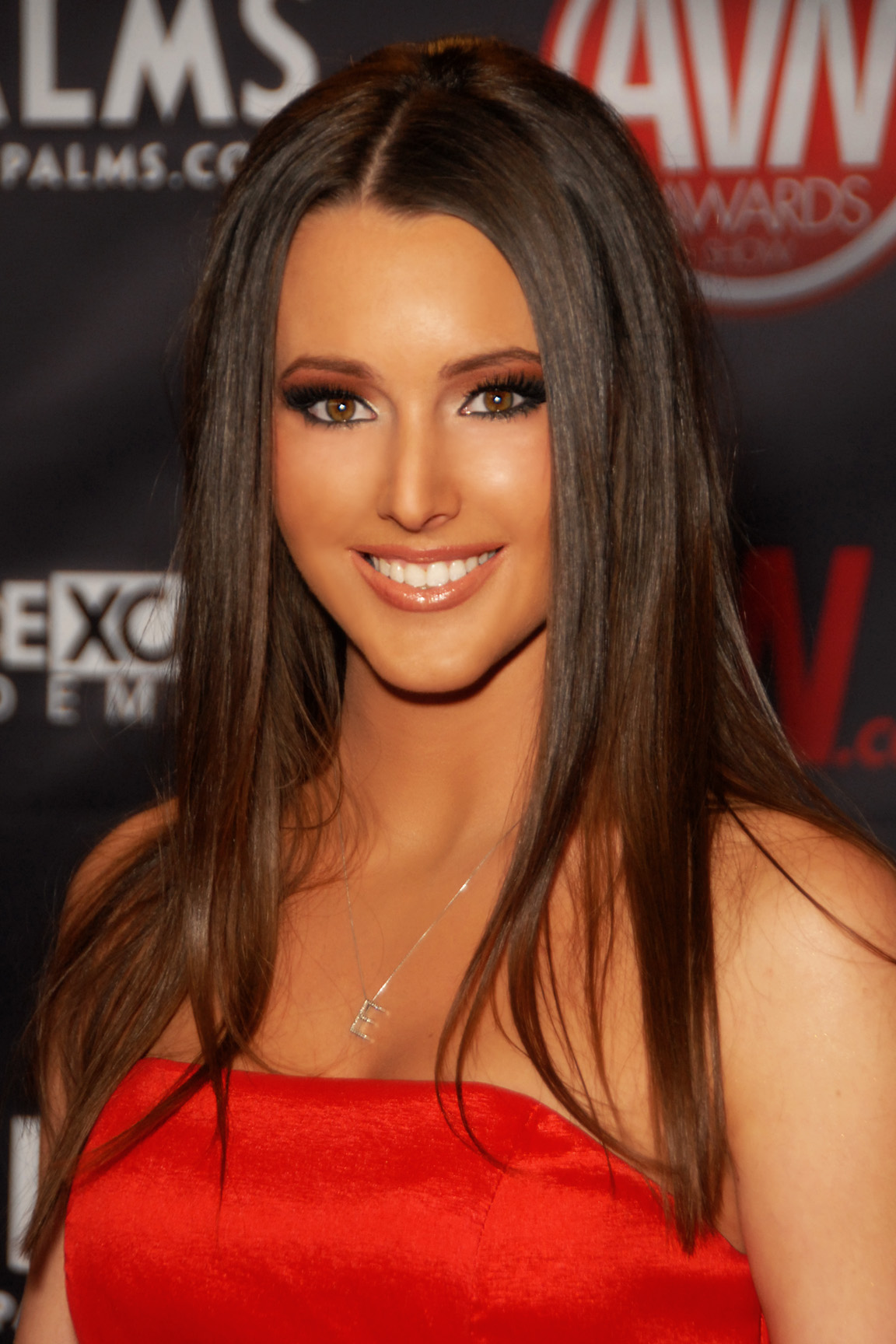
Erica Ellyson

Erica Ellyson (* 1. Oktober 1984 in Pascagoula, Mississippi) ist ein US-amerikanisches Softcore-Model und Schauspielerin.

## Karriere
Erica Ellyson begann ihre Karriere 2007. Direkt im Januar 2007 erschien sie auf dem Cover des Penthouse und wurde zum Pet of the Month Januar ernannt.
Danach drehte sie einige Softcore-Filme. Der Film Erica's Fantasies trägt sogar ihren Namen. Im Dezember 2008 und Januar 2009 nahm sie an der NBC-Reality- und Dating-Show Momma's Boys teil.
Im Jahr 2008 wurde sie zum Penthouse-Pet of the Year ernannt.

## Filmografie (Auswahl)
- 2007: August's Nude Bondage Nightmare
- 2007: Captive Girls' Tickling Ordeal
- 2007: Sneaky Chloro Schemes!
- 2007: Innocent Heroines Stripped and Bound
- 2008: Erica's Fantasies
- 2008: Howard Stern on Demand
- 2009: Chair Bound Beauties

## Auszeichnungen
- 2008: Penthouse-Pet of the Year